# Ambaixador

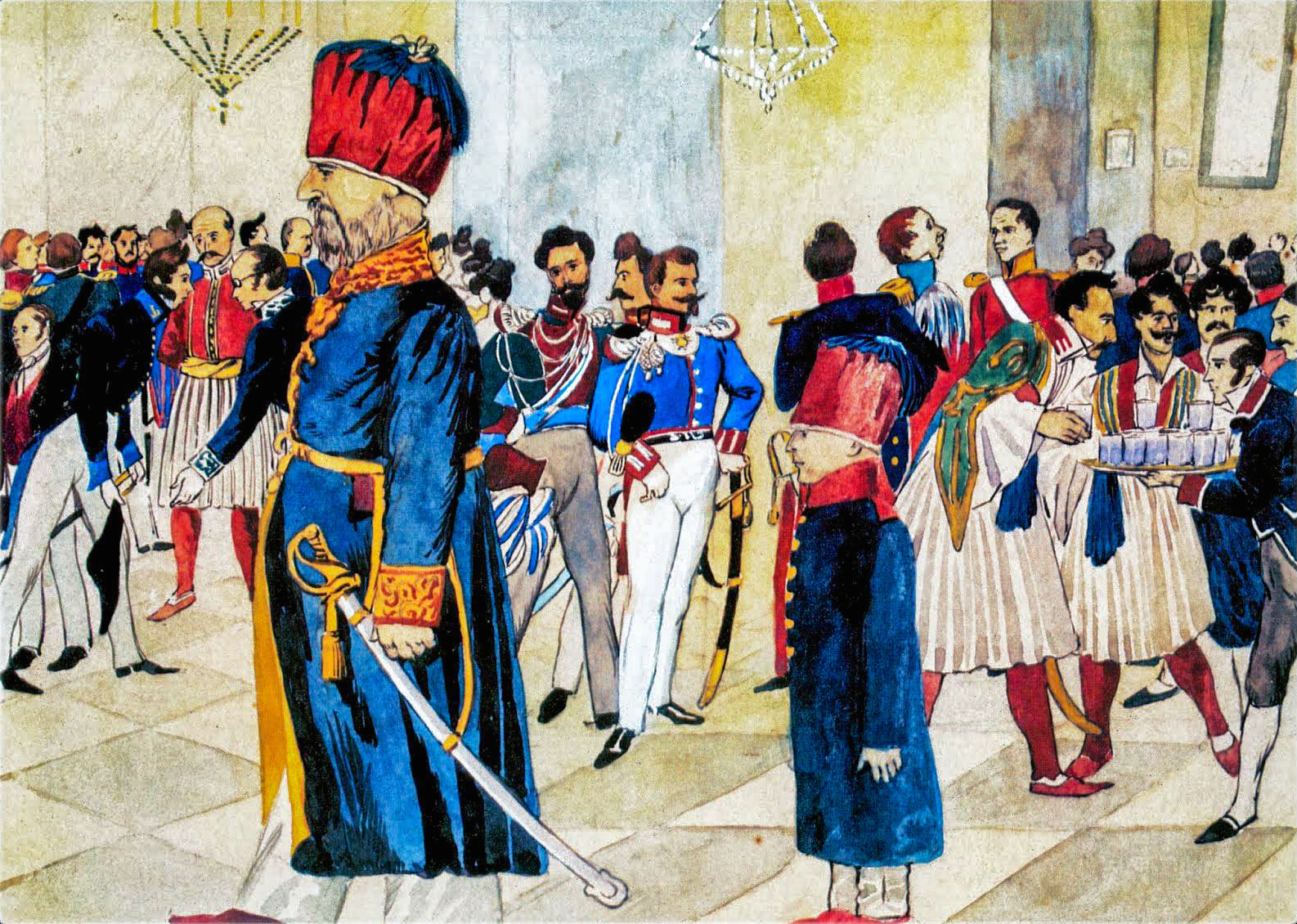
Kostaki Musurus Paixà, l'ambaixador otomà a Atenes donant una recepció a la seva residencià imperial (c. 1840)

Un ambaixador és el representant d'un determinat país davant un altre, o davant d'una organització internacional. En el llenguatge comú, el terme s'aplica al representant ubicat a la capital d'un país estranger. El país amfitrió on s'acredita una ambaixada concedeix a l'ambaixador, a les dependències i alguns semovents un estatus funcional especial. L'estatus especial implica certa extraterritorialitat sobre la ubicació i dependències específiques de l'anomenada ambaixada, per la qual el territori, personal i vehicles gaudeixen d'immunitat diplomàtica, d'acord amb normes internacionals (convencions).
En el cas d'una diplomàcia bilateral, l'ambaixador i l'ambaixada atenen els assumptes d'interès estatal entre el país representat i davant el país receptor. Aquests assumptes diplomàtics són d'índole política, econòmica, de gestió financera, comercial, militar, turística, cultural, o qualsevol tema de relacions internacionals, com ara tractats, intercanvi de votacions per a certes candidatures d'interès, etc. Cada país té el seu propi ambaixador.
Si l'Estat acreditant té una escassa colònia de conciutadans, a les funcions esmentades s'hi afegeixen les d'una secció consular dins de la mateixa missió diplomàtica on es tracten els assumptes i eventuals problemes que els ciutadans residents o de pas al país estranger, i amb nacionalitat del país propi, puguin tenir. Vetllarà per la seguretat i integritat dels ciutadans del seu país al país estranger i actuarà com a missatger entre el govern del seu país i aquell receptor.
Oficialment, als països de l'Occident, a finals del segle xix, els ambaixadors tenien un uniforme molt engalanat amb brodats pectorals i que recordava el d'un general d'aquell temps, incloent-hi un bicorn (o en francès, que des del segle xvii era l'idioma de la diplomàcia, un châpeau de bras o casquet o barret de braç).

## Propòsits
El govern estranger a què s'assigna un ambaixador ha d'aprovar primer la persona. En alguns casos, el govern estranger pot revocar la seva aprovació declarant al diplomàtic “persona non grata”, és a dir, una persona inacceptable. Aquest tipus de declaració sol comportar la retirada de l'ambaixador al país d'origen. D'acord amb el Congrés de Viena de 1815 i la Convenció de Viena sobre Relacions Diplomàtiques de 1961, l'ambaixador i el personal de l'ambaixada tenen immunitat diplomàtica i seguretat personal mentre viuen a l'estranger.

### Protegir els ciutadans
A causa de l'arribada de les tecnologies modernes, el món actual és un lloc molt més petit en termes relatius. Tenint en compte això, es considera important que les nacions del món tinguin almenys un petit personal vivint a les capitals estrangeres per ajudar els viatgers i visitants de la seva nació d'origen. Com a oficial del servei exterior, s'espera que un ambaixador protegeixi els ciutadans del seu país d'origen al país amfitrió.

### Suport a la prosperitat
Un altre resultat de l'augment dels viatges a l'estranger és el creixement del comerç entre les nacions. Per a la majoria dels països, l'economia nacional és ara part de l'economia global. Això significa un augment de les oportunitats per vendre i comerciar amb altres nacions. Quan dues nacions duen a terme un comerç, sol ser avantatjós per a ambdues parts tenir un ambaixador i potser un petit grup de persones vivint a l'altra terra, on actuen com a intermediaris entre els negocis cooperatius.

### Treballar per la pau
Un dels pilars de les missions diplomàtiques a l'estranger és treballar per la pau. Aquesta tasca es pot convertir en una lluita contra el terrorisme internacional, el tràfic de drogues, el suborn internacional i el tràfic de persones. Els ambaixadors contribueixen a aturar aquests actes, ajudant les persones de tot el món. Aquestes activitats són importants i delicades i se solen dur a terme en coordinació amb el Ministeri de Defensa de l'Estat (o el Departament de Defensa als EUA) i el cap de la nació.

## Ambaixador extraordinari i plenipotenciari
L'ambaixador extraordinari i plenipotenciari és el cap d'una missió diplomàtica o ambaixada. Funcionari diplomàtic de primera classe, amb Missió permanent a prop d'un altre Govern, representant de l'Estat sobirà que li envia i, a més, de la persona del seu Cap d'Estat. Antigament, es designava així aquells ambaixadors no residents en missions temporals per diferenciar-los dels ambaixadors normals permanents. Aquesta apel·lació va provocar discòrdies amb aquests últims per les connotacions negatives del terme, que suggerien un rang inferior, per la qual cosa es va estendre aquesta denominació a tots els ambaixadors. L'expressió «plenipotenciari» també està caient en desús, ja que significa la possessió de plens poders per exercir les funcions normals d'un ambaixador.
El Congrés de Viena de 1815 va formalitzar el sistema de rang diplomàtic en el marc del dret internacional, distingint entre tres categories jeràrquiques descendents de representants diplomàtics: els ambaixadors de ple dret (inclosos els llegats o nuntii), acreditats davant dels caps d'Estat; els enviats o ministres, que també estaven acreditats davant dels caps d'Estat; i, finalment, els encarregats de negocis, acreditats davant del ministre d'Afers Estrangers.
La Convenció de Viena sobre Relacions Diplomàtiques de 1961 va formalitzar el sistema i és el conjunt de la legislació internacional vigent actualment. Segons ella, els ambaixadors són diplomàtics del rang més alt, que representen formalment el seu cap d'Estat, amb poders plenipotenciaris (és a dir, plena autoritat per representar el govern). En l'ús modern, la majoria dels ambaixadors destinats a l'estranger com a cap de missió porten el títol complet d'ambaixador extraordinari i plenipotenciari. La distinció entre ambaixadors extraordinaris i ordinaris era comú quan no tots els ambaixadors residien al país al qual se'ls assigna, sovint servint només per a un propòsit o una missió específica.
En ser considerat històricament l'ambaixador extraordinari i plenipotenciari com el representant personal del sobirà, ha persistit el costum d'enviar ambaixadors al cap d'Estat i no al govern. Per exemple, els ambaixadors del Regne Unit estan acreditats davant de la Cort de Santiago reial o des d'ella. Els ambaixadors tenen el més alt rang diplomàtic i tenen precedència sobre els chargés d'affaires, que són acreditats pel ministre d'Afers Exteriors. Els ambaixadors també tenien més rang que els delegats fins a la dècada de 1960, quan les últimes delegacions van passar a ser ambaixades.
Com que els membres de la Mancomunitat de Nacions tenen o tenien un cap d'Estat comú, no intercanvien ambaixadors, sinó que tenen Alts Comissionats, que representen el govern, en lloc del cap Estat. El diplomàtic que representa la Santa Seu s'anomena nunci. A l'ús diplomàtic, tant l'alt comissionat com el nunci es consideren equivalents en rang i funció a un ambaixador. Els coordinadors residents del sistema de les Nacions Unides estan acreditats davant del cap d'Estat i tenen el mateix rang que un ambaixador.
Els ambaixadors porten unes cartes de credibilitat formal del seu cap d'Estat, adreçada al cap d'Estat del país amfitrió. Atès que molts països de la Commonwealth tenen el mateix cap d'Estat, l'acreditació d'un Alt Comissionat adopta la forma d'una simple i sovint informal carta de presentació d'un cap de govern (primer ministre) al d'un altre. La diferència en l'acreditació també es reflecteix en els títols formals dels enviats a estats estrangers i de la Commonwealth: per exemple, els Alts Comissionats britànics es titulen formalment "Alt Comissionat del Govern de la seva Majestat al Regne Unit", mentre que els ambaixadors britànics en països estrangers es coneixen com a "Ambaixador de La seva Majestat Britànica".

## Sorgiment de la diplomàcia moderna

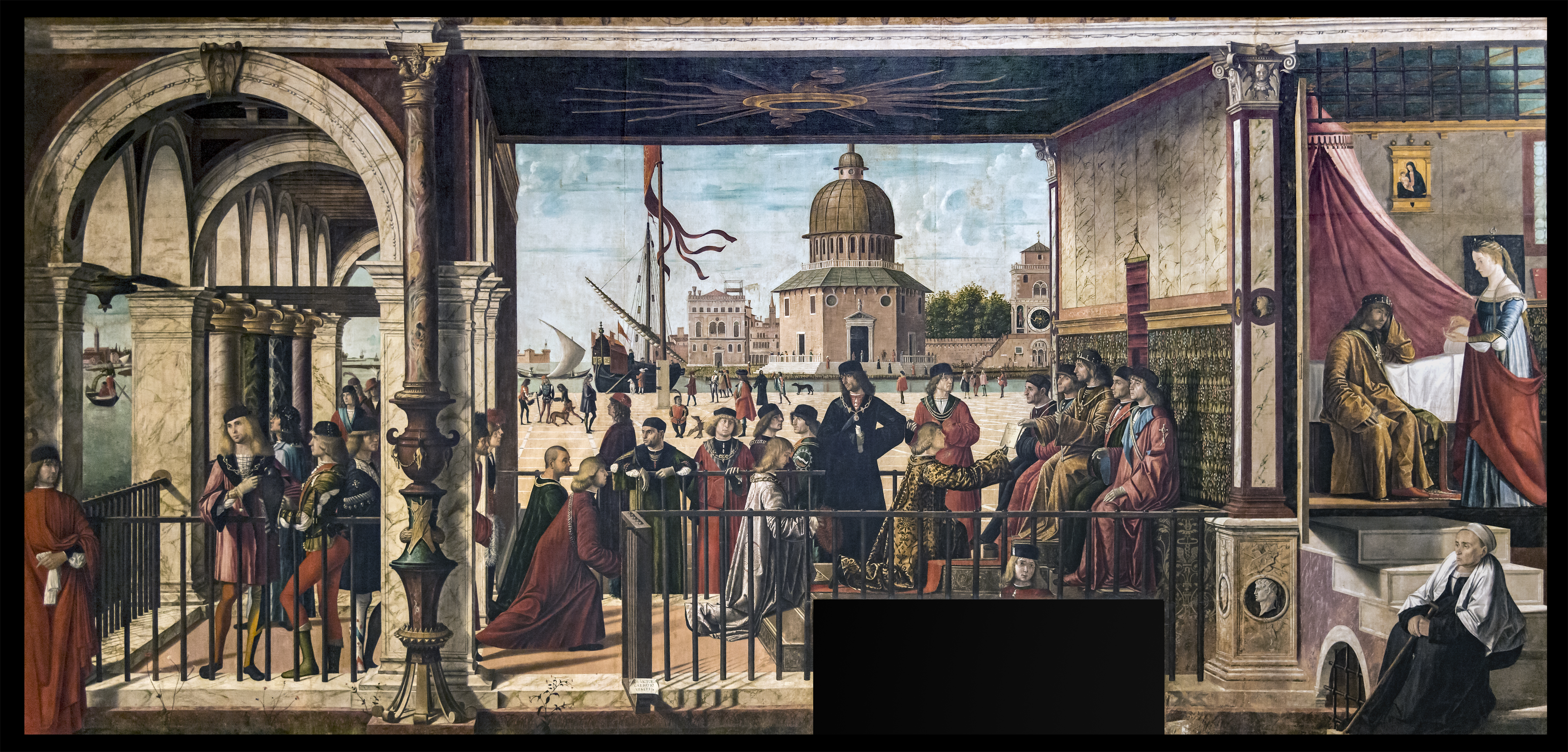
Arribada dels ambaixadors anglesos de Vittore Carpaccio, pintat entre 1495 i 1500 -encara que aparentment forma part d'una sèrie de pintures sobre la vida de Santa Úrsula, en realitat representa el desenvolupament de les pràctiques diplomàtiques de la República de Venècia en l'època del pintor.

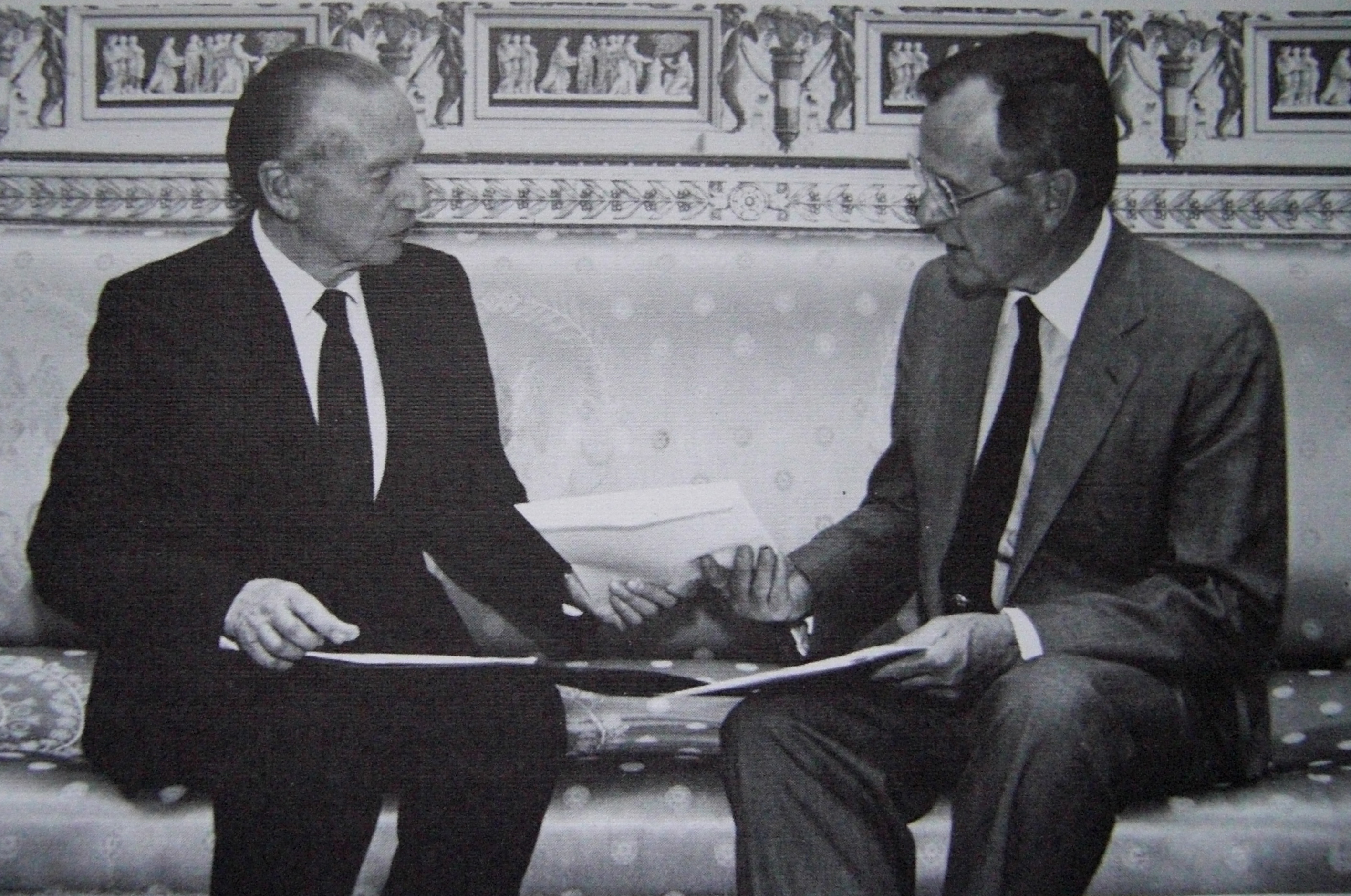
Abans de prendre possessió del càrrec, les credencials d'un ambaixador han de ser acceptades, com quan l'ambaixador sud-africà Harry Schwarz va lliurar les seves credencials al president estatunidenc George H. W. Bush en 1991.

El sorgiment del sistema diplomàtic modern va ser producte del Renaixement italià (a partir del voltant de l'any 1300). L'ús d'ambaixadors es va convertir en una estratègia política a Itàlia durant el segle xv. Els canvis polítics a Itàlia van alterar el paper dels ambaixadors en els assumptes diplomàtics. Com molts dels estats d'Itàlia eren de petita grandària, eren especialment vulnerables als estats més grans. El sistema d'ambaixadors es va utilitzar per a dispersar la informació i protegir els estats més vulnerables.
Aquesta pràctica es va estendre a Europa durant les Guerres Italianes. L'ús i la creació d'ambaixadors durant el segle xv  Itàlia ha tingut efectes a llarg termini a Europa i, al seu torn, en la progressió diplomàtica i política del món. Europa continua utilitzant els mateixos termes dels drets dels ambaixadors que havien establert en el segle xvi, pel que fa als drets dels ambaixadors als països d'acolliment, així com els procediments diplomàtics adequats. Un ambaixador s'utilitzava com a representant de l'Estat del qual procedeix per a negociar i difondre informació amb la finalitat de mantenir la pau i establir relacions amb altres Estats. Aquest intent es va emprar en l'esforç per mantenir relacions pacífiques amb les nacions i establir aliances en temps difícils.
En l'actualitat, l'ús d'ambaixadors està molt estès. Els Estats i els actors no estatals utilitzen representants diplomàtics per a tractar qualsevol problema que es produeixi en el sistema internacional. En l'actualitat, els ambaixadors solen viure a l'estranger o al país al qual se'ls assigna durant llargs períodes de temps perquè coneguin la cultura i la població local. D'aquesta manera són més eficaços políticament i gaudeixen de major confiança, la qual cosa els permet aconseguir els objectius que desitja el seu país amfitrió.
Existeixen incomptables casos d'ambaixadors la missió dels quals apunta a interpel·lar i intercanviar experiències en àrees de relacions humanes empàtiques, compatibles, que promulguin el creixement mutu, i per a això impulsen la figura d'Ambaixador Cultural. Tal és el cas de l'artista argentina Mica Mujica.

## Ambaixadors singulars

### Ambaixador català a Madrid
Segons la referència adjunta, el rei va autoritzar un ambaixador català, amb totes les prerogatives d'un ambaixador estranger, l'any 1695. Per a representar el Principat de Catalunya. A casa seva es mostraven les armes catalanes.

## Dones

### Història

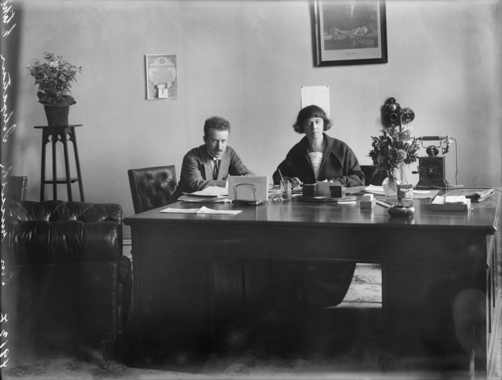
La soviètica Alexandra Kollontai en la seva taula de treball amb Marcel Body, en la Legació de l'URSS a Oslo (1923).

La presència de les dones en la diplomàcia és antiga, però per molt de temps no va ser oficial (aristòcrates, salonnières, esposes d'ambaixadors, per exemple Pauline von Metternich sota el Segon Imperi, que intenta reforçar les relacions franc-austríaques). Unes altres, a través del seu compromís pacifista i feminista, també intenten influir en les relacions internacionals (Bertha von Suttner, Premi Nobel de la Pau 1905).
Les carreres diplomàtiques es van obrir gradualment a les dones després de la Primera Guerra Mundial, una innovació que, no obstant això, es va veure frenada per una resistència masculina que considerava que aquestes professions estaven dins del seu domini. En 1918, Àustria va permetre que les dones s'unissin a la Konsularakademie i, en 2018, França es fes amb el concurs del Quai d'Orsay. En aquest segon cas, les llorejades (la primera de les quals va ser Suzanne Borel en 1930, qui es va convertir en agregada d'ambaixada i després en secretària d'ambaixada de segona classe en 1933) encara no tenien accés a les mateixes carreres que els homes; en 1944, després d'obtenir el dret al vot, se'ls va permetre totes les carreres, però un sostre de cristall subsisteix. Gràcies al paper que van jugar l'orientalista Freya Stark i la funcionària Mary McGeachy durant la Segona Guerra Mundial, el Foreign Office britànic va obrir les seves carreres a les dones en 1946, però no va eliminar la prohibició de casar-se entre les dones diplomàtiques fins a 1972. Irlanda, també ho és després del conflicte que les dones puguin integrar la diplomàcia, en 1962 a Espanya i en 1963 a Itàlia. La Unió Europea en el canvi de segle va integrar una dimensió de gènere en les seves polítiques i, en 2009, Catherine Ashtonaccede a la direcció de la diplomàcia europea. No obstant això, les ambaixadores continuen sent una minoria (11% al Regne Unit en la dècada de 1990, 14% a França en l'actualitat). Per part seva, Suècia té la taxa més alta d'ambaixadores del món (48% en 2020) i el 52% de les directores del seu Ministeri d'Afers exteriors, xifres que es relacionen amb la "diplomàcia feminista" posada en marxa per la ministra. Margot Wallström de 2014.
Els joves règims socialistes i republicans van ser pioners en el nomenament de dones diplomàtiques: en 1918, la sufragista hongaresa Rosika Schwimmer va ser nomenada “enviada extraordinària i ministra encarregada de la missió” a Suïssa. En 1922, l'URSS va enviar a Alexandra Kollontai com a agregada a la missió comercial a Oslo, de la qual ràpidament es va fer responsable. En 1924 va ser nomenada "Encarregada de Negocis" i, immediatament després, "Ministra Plenipotenciària", primer en la mateixa Noruega, després a Mèxic i finalment a Suècia. En 1943, quan la legació soviètica a Estocolm va ser elevada al rang d'ambaixada, finalment també va ser ascendida oficialment a "ambaixador". Entre els pioners també podem citar a l'armènia de la diàspora Diana Abgar en 1918 (però només amb el paper de "cònsol honorari"), la republicana espanyola Isabel Oyarzábal Smith en 1931, l'estatunidenca Ruth Bryan Owen en 1933, la mexicana Palma Guillén i Sánchez en 1935, el danès Bodil Begtrup en 1949, la irlandesa Josephine McNeill en 1950, la canadenca Margaret Meagher en 1958, l'hongaresa Anna Bebrits en 1974, o fins i tot la francesa Marcelle Campana en 1972,.